# خوش‌نوای گلوسفید
خوش‌نوای گلوسفید (نام علمی: Gerygone olivacea) نام یک گونه از سرده خوش‌نوا است.این پرنده در  استرالیا و پاپوآ گینه نو یافت می‌شود. زیستگاه  طبیعی آنها جنگل های معتدل و جنگل‌های نیمه گرمسیری و یا جنگل‌های مناطق گرمسیری مرطوب است.

## نگارخانه

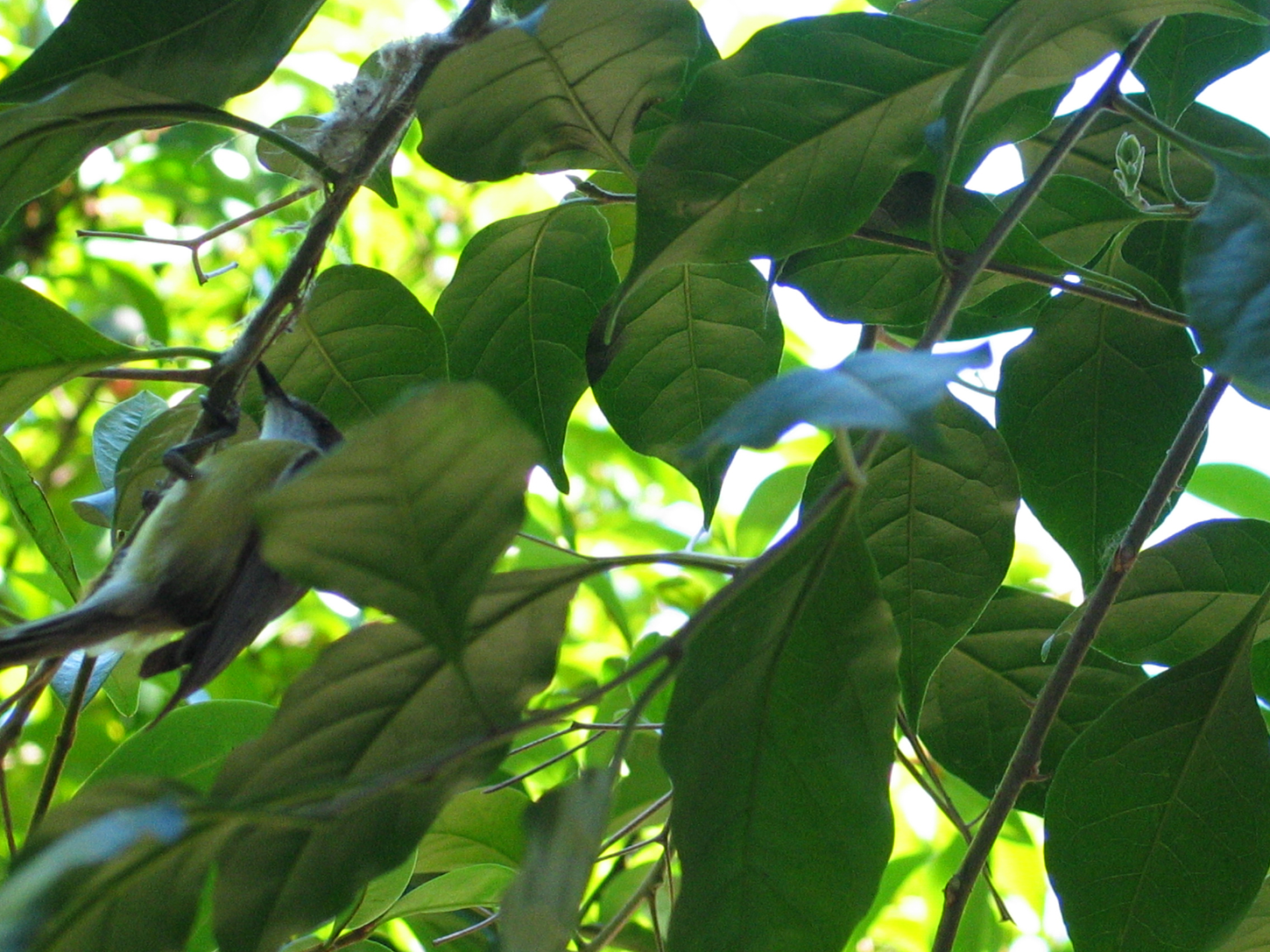
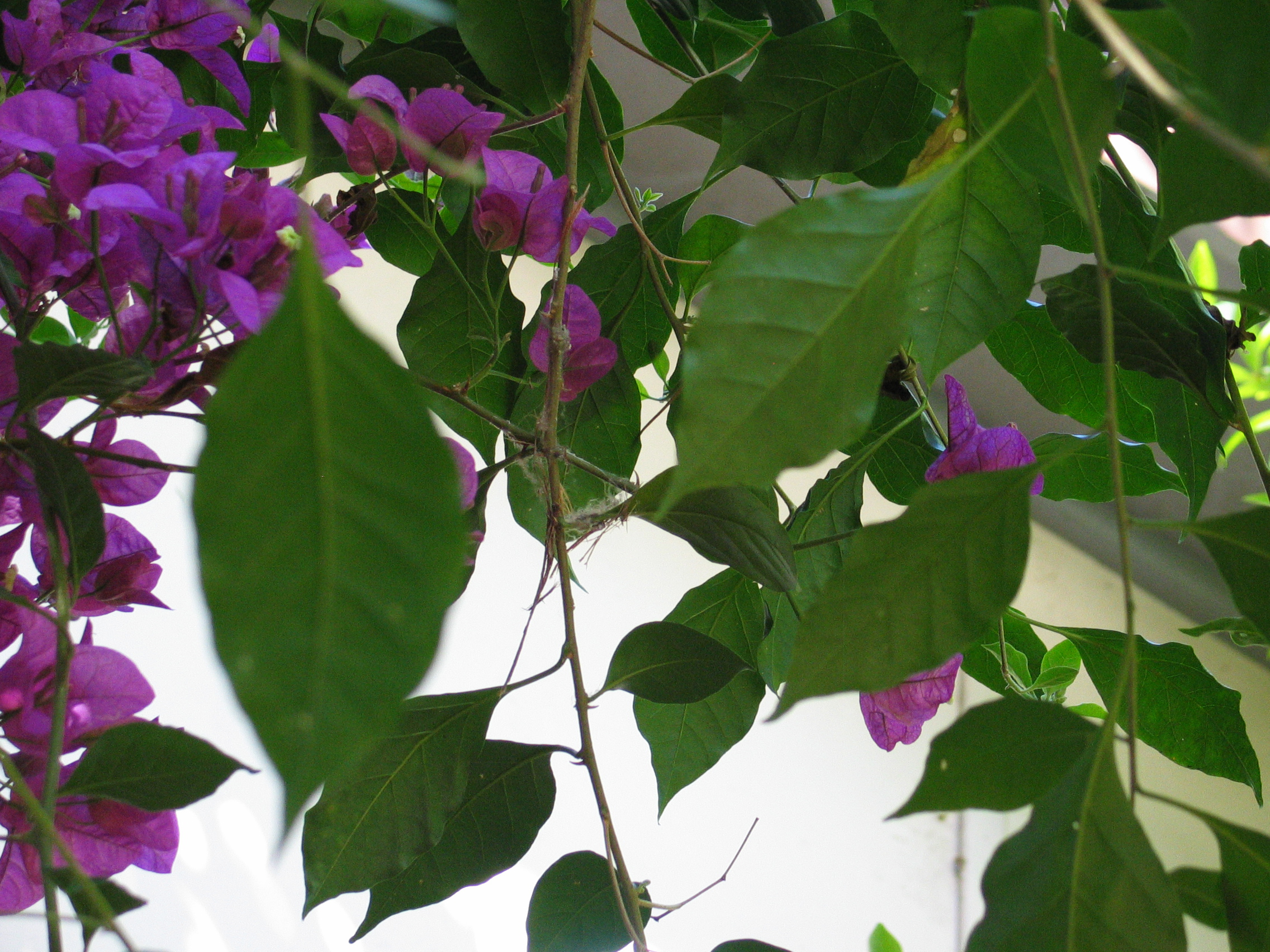
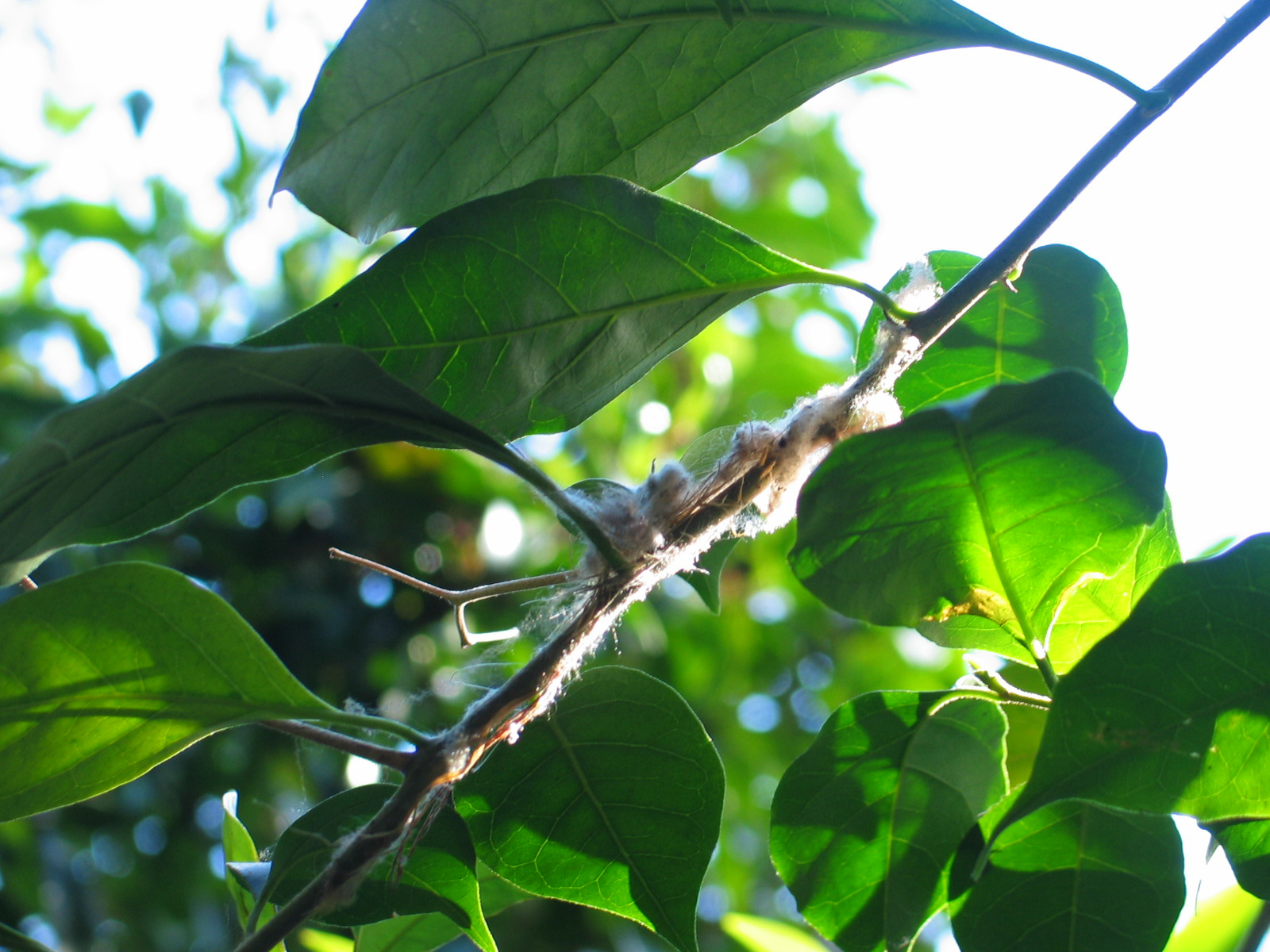
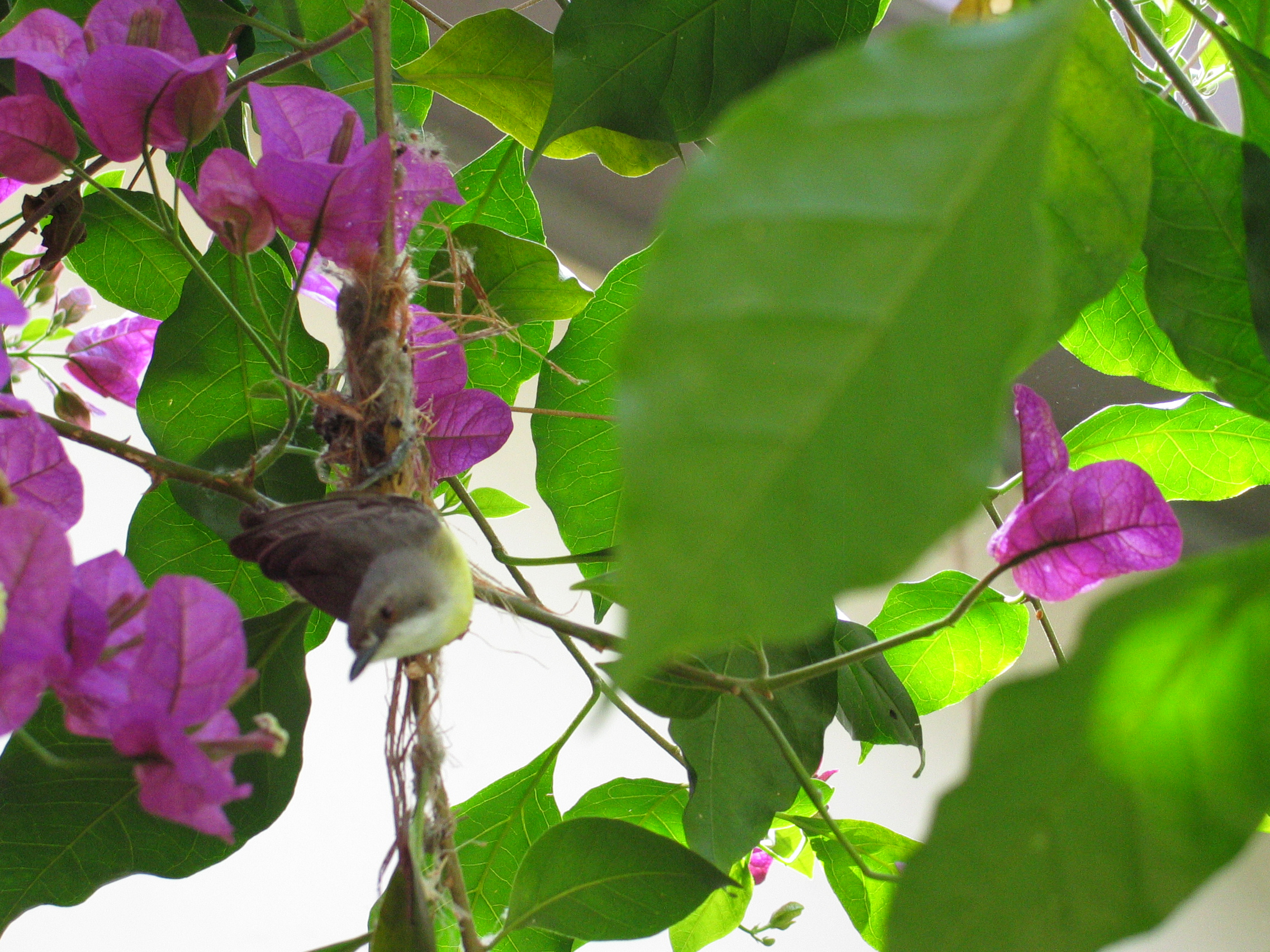
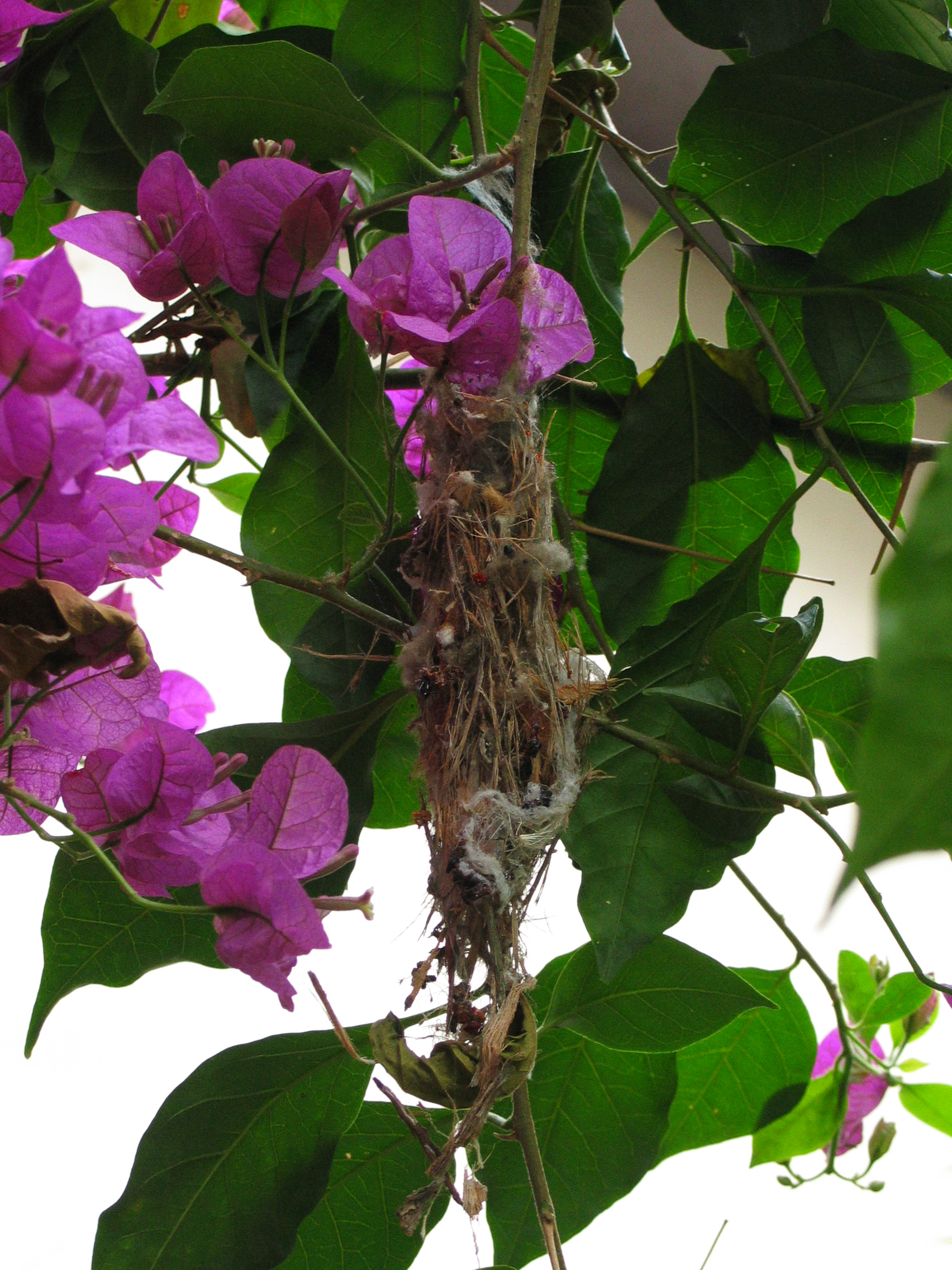
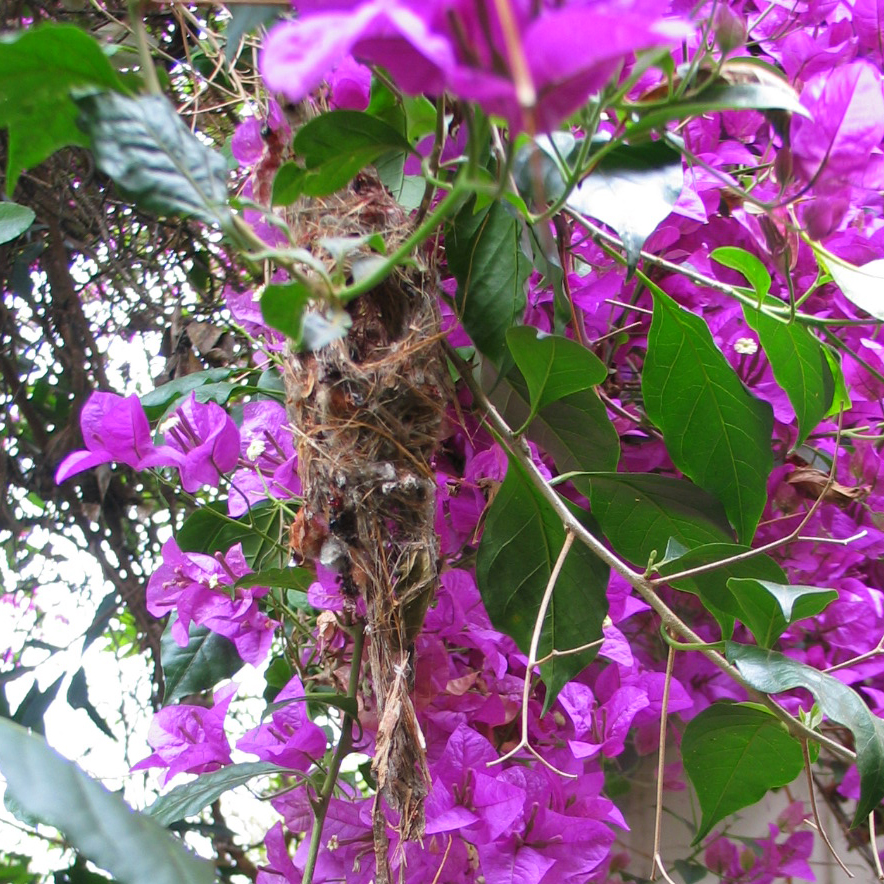
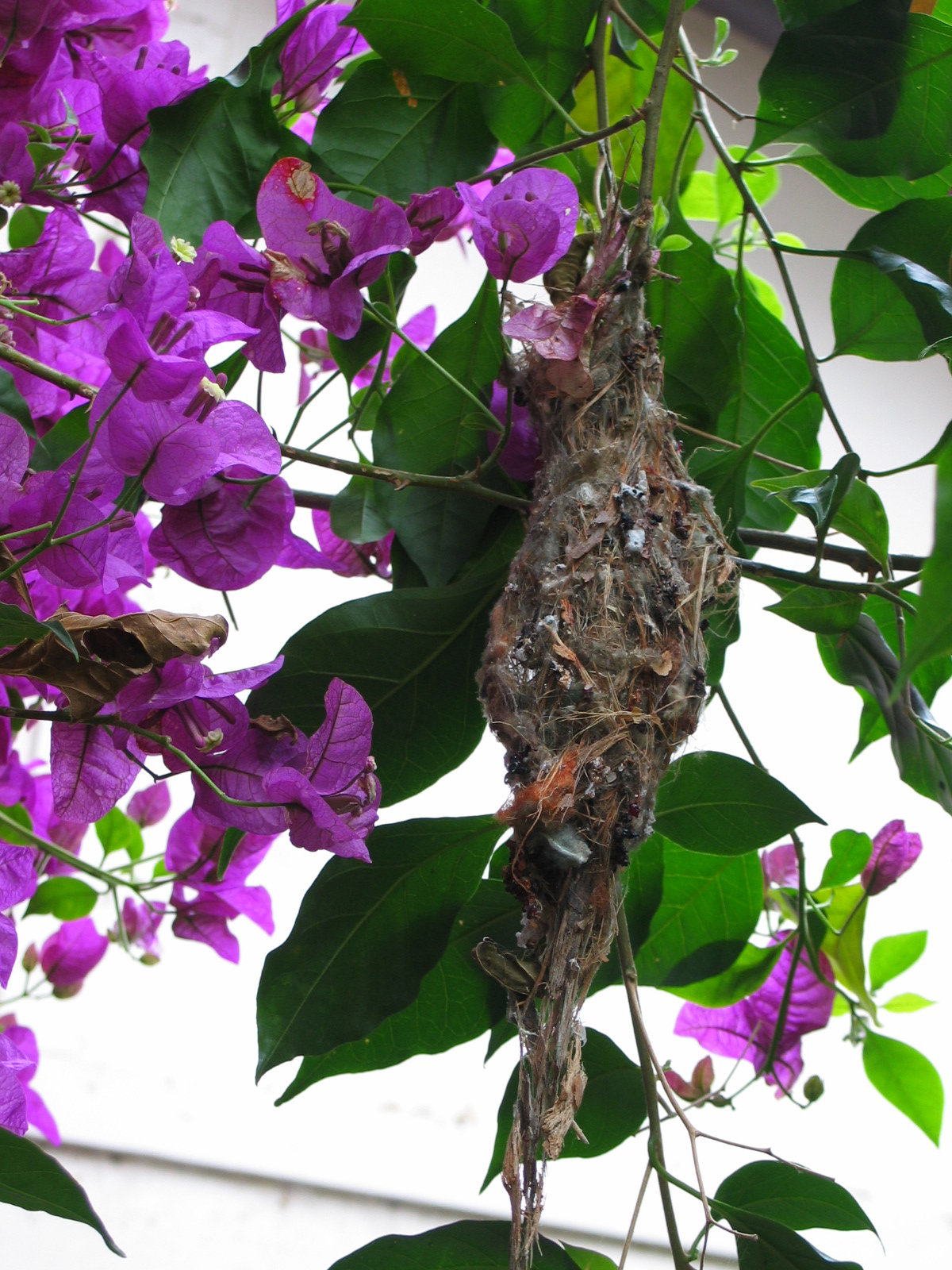
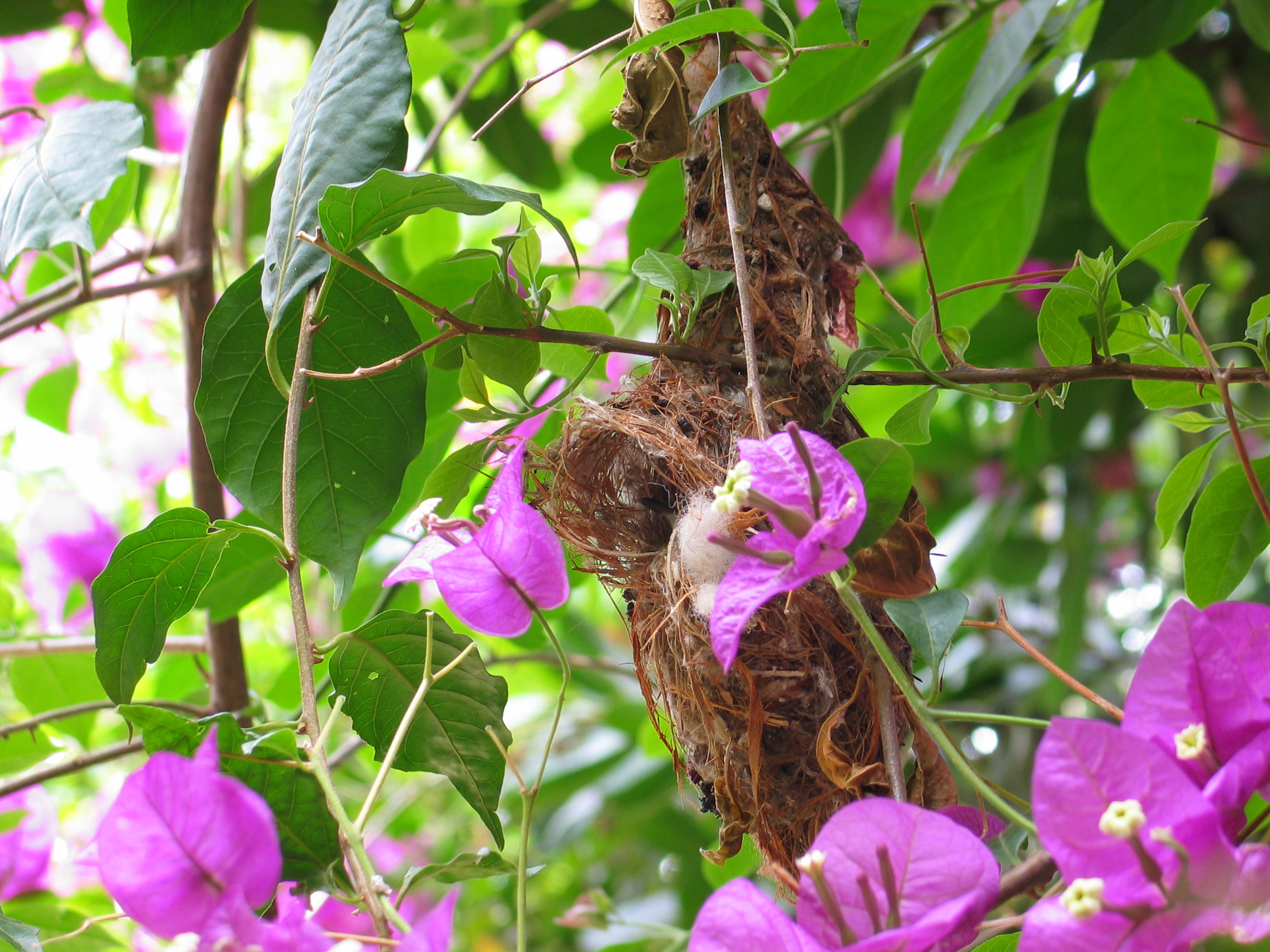